# Isidoro Barreto
Isidoro Barreto fue un político mexicano. De extracción conservadora, pasó al bando liberal durante el porfiriato. Fue un distinguido comerciante de ropa, loza y mercería, propietario de una tienda llamada La Colimense, que se encontraba en la esquina de la Calle Francisco I. Madero y Medellín en la Ciudad de Colima. Fue regidor, prefecto, diputado local por seis veces al Congreso de Colima y gobernador interino del mismo estado en diversas ocasiones. Barreto, fue prefecto y regidor de distintos distritos. Murió Ciudad Guzmán, Jalisco, en 1909.